# Johann Baptist Eiselin
Johann Baptist Eiselin (* 4. April 1637 in Dresselbach; † 9. Oktober 1693 in Wislikofen) war ein deutscher Benediktiner und Historiker.

## Leben
Johann Baptist Eiselin legte am 8. Juli 1653 das Gelübde im Kloster St. Blasien ab. Abt war zu dieser Zeit Franz Chullot. Er studierte Philosophie und Theologie an der Universität Freiburg. 1668 war er Prior im Kloster Berau. Ab 1689 war er in Kloster Gengenbach für die Ausbildung der Novizen eingesetzt, später in Kloster St. Peter auf dem Schwarzwald. Er verstarb in Wislikofen, dort vermutlich in der Propstei Wislikofen. Er hinterließ als Geschichtsschreiber einige Handschriften.

## Schriften
- Nigra silva San-Blasiana illustris reddita sanctorum, beatorum venerabilium vita, dictis et factis, quae J. B. E. monasterii S. Blasii, conventualis sacerdos in lucem produxit ex monumentis ex variis manuscriptis antiquis et recentioribus anno 1685
- Origines, fundationes, indulgentiae, jura, et fata omnium ecclesiarum ad S. Blasium pertinentium
- Opus incompletum in folio ex quo: Liber originum, auctore abbate Kaspar I., Geschichte über Abt Kaspar I. (nach einem Original von Abt Kaspar II., das auch die Inschriften der Grabmäler im ehemaligen Kreuzgang des Klosters St. Blasien bis 1672 enthält, aufbewahrt im Archiv Kloster Einsiedeln).